# Wickriede
Die Wickriede ist ein etwa 23 km langer Fluss in den Landkreisen Minden-Lübbecke (Nordrhein-Westfalen), Nienburg und Diepholz (Niedersachsen).
Ihre Quelle liegt bei Frotheim, einem Stadtteil von Espelkamp im Kreis Minden-Lübbecke. Von dort fließt sie zunächst in östlicher und dann weitgehend in nördlicher Richtung. Sie durchquert Diepenau und ist dann Grenzfluss zwischen den beiden Bundesländern Nordrhein-Westfalen und Niedersachsen.
Die Wickriede mündet auf einer Höhe von 37 Meter bei Rehersort zwischen Kattelingerort und Winkelerort, Ortsteile von Ströhen in der Gemeinde Wagenfeld, in die Große Aue.
Westlich der Wickriede liegt auf dem Gebiet der Stadt Rahden das 46,7 Hektar große Naturschutzgebiet Weißes Moor.